# روستکوویتسه (استان اوپوله)
روستکوویتسه (به لهستانی:  Rostkowice) یک روستا در لهستان است که در گمینا بیاوا (استان اوپوله) واقع شده‌است.